# Copa d'Àfrica de Nacions 2006
La XXV Copa d'Àfrica de Nacions es va celebrar a Egipte entre el 20 de gener i el 10 de febrer de 2006. En aquest torneig van participar 16 equips que es classificaren com a part del procés de classificació per a la Copa Mundial de Futbol de 2006. Mentre que pel mundial es van classificar els guanyadors de cadascun dels cinc grups del torneig, per a la Copa d'Àfrica de Nacions ho van fer els tres primers llocs de cada grup. El local Egipte, que va obtindre el tercer lloc del seu grup de classificació, va cedir la seva plaça al quart, Líbia.
A la final, el conjunt d'Egipte va empatar a zero amb la selecció de Costa d'Ivori, però a la tanda de penals va obtindre la victòria per 4:2.

## Selecció d'amfitrió
L'organització de la competició fou atorgada a Egipte el 24 d'octubre de 2002 per la CAF, a la reunió del Caire.
| Resultats     | Resultats |
| Nació         | Vots      |
| ------------- | --------- |
| Egipte        | 7         |
| Líbia         | 2         |
| Algèria       | 1         |
| Costa d'Ivori | 1         |
| Total         | 11        |

## Equips classificats
Hi participaren aquestes 16 seleccions:
- Angola
- Camerun
- República Democràtica del Congo
- Costa d'Ivori
- Egipte (seu)
- Ghana
- Guinea
- Líbia
- Marroc
- Nigèria
- Senegal
- Sud-àfrica
- Togo
- Tunísia (vigent campió)
- Zàmbia
- Zimbàbue

## Seus
| el CaireAlexandriaPort SaïdIsmaïlia | el CaireAlexandriaPort SaïdIsmaïlia | El Caire                       | El Caire                               |
| ----------------------------------- | ----------------------------------- | ------------------------------ | -------------------------------------- |
| el CaireAlexandriaPort SaïdIsmaïlia | el CaireAlexandriaPort SaïdIsmaïlia | Estadi Internacional del Caire | Estadi de l'Acadèmia Militar del Caire |
| el CaireAlexandriaPort SaïdIsmaïlia | el CaireAlexandriaPort SaïdIsmaïlia | Capacitat: 74.100              | Capacitat: 25.500                      |
| el CaireAlexandriaPort SaïdIsmaïlia | el CaireAlexandriaPort SaïdIsmaïlia |                                |                                        |
| Alexandria                          | Port Saïd                           | Alexandria                     | Ismaïlia                               |
| Estadi Haras El-Hedoud              | Estadi de Port Saïd                 | Estadi d'Alexandria            | Estadi d'Ismaïlia                      |
| Capacitat: 21.650                   | Capacitat: 24.060                   | Capacitat: 19.676              | Capacitat: 16.606                      |
|                                     |                                     |                                |                                        |

## Competició
Totes les hores locals: EET (UTC+2)

### Primera fase

#### Grup A
Error de Lua a Mòdul:Sports_table/sub a la línia 10: attempt to concatenate local 'text' (a nil value).
| Egipte                                   | 3–0 | Líbia |
| ---------------------------------------- | --- | ----- |
| Mido 18' · Aboutrika 22' · A. Hassan 78' |     |       |

| Marroc | 0–1 | Costa d'Ivori     |
| ------ | --- | ----------------- |
|        |     | Drogba 39' (pen.) |

| Líbia     | 1–2 | Costa d'Ivori             |
| --------- | --- | ------------------------- |
| Kames 42' |     | Drogba 10' · Y. Touré 74' |

| Egipte | 0–0 | Marroc |
| ------ | --- | ------ |
|        |     |        |

| Egipte                         | 3–1 | Costa d'Ivori |
| ------------------------------ | --- | ------------- |
| Moteab 8', 69' · Aboutrika 61' |     | A. Koné 43'   |

| Líbia | 0–0 | Marroc |
| ----- | --- | ------ |
|       |     |        |

#### Grup B
Error de Lua a Mòdul:Sports_table/sub a la línia 10: attempt to concatenate local 'text' (a nil value).
| Camerun             | 3–1 | Angola            |
| ------------------- | --- | ----------------- |
| Eto'o 20', 39', 78' |     | Flávio 31' (pen.) |

| Togo | 0–2 | República Democràtica del Congo |
| ---- | --- | ------------------------------- |
|      |     | Mputu 45' · LuaLua 64'          |

| Angola | 0–0 | República Democràtica del Congo |
| ------ | --- | ------------------------------- |
|        |     |                                 |

| Camerun                   | 2–0 | Togo |
| ------------------------- | --- | ---- |
| Eto'o 68' · Meyong Ze 85' |     |      |

| Angola                       | 3–2 | Togo                         |
| ---------------------------- | --- | ---------------------------- |
| Flávio 9', 38' · Maurito 86' |     | Kader 24' · Cherif Touré 67' |

| Camerun                | 2–0 | República Democràtica del Congo |
| ---------------------- | --- | ------------------------------- |
| Geremi 31' · Eto'o 33' |     |                                 |

#### Grup C
Error de Lua a Mòdul:Sports_table/sub a la línia 10: attempt to concatenate local 'text' (a nil value).
| Tunísia                                   | 4−1 | Zàmbia      |
| ----------------------------------------- | --- | ----------- |
| dos Santos 35', 82', 90+3' · Bouazizi 53' |     | Chamanga 9' |

| Sud-àfrica | 0–2 | Guinea                            |
| ---------- | --- | --------------------------------- |
|            |     | S. Bangoura 78' · O. Bangoura 88' |

| Zàmbia   | 1–2 | Guinea                      |
| -------- | --- | --------------------------- |
| Tana 33' |     | Feindouno 73' (pen.), 90+1' |

| Tunísia                         | 2–0 | Sud-àfrica |
| ------------------------------- | --- | ---------- |
| dos Santos 32' · Ben Achour 58' |     |            |

| Tunísia | 0–3 | Guinea                                          |
| ------- | --- | ----------------------------------------------- |
|         |     | O. Bangoura 16' · Feindouno 70' · Diawara 90+1' |

| Zàmbia         | 1–0 | Sud-àfrica |
| -------------- | --- | ---------- |
| C. Katongo 75' |     |            |

#### Grup D
Error de Lua a Mòdul:Sports_table/sub a la línia 10: attempt to concatenate local 'text' (a nil value).
| Nigèria   | 1–0 | Ghana |
| --------- | --- | ----- |
| Taiwo 85' |     |       |

| Zimbàbue | 0–2 | Senegal                |
| -------- | --- | ---------------------- |
|          |     | H. Camara 59' · Ba 80' |

| Ghana     | 1–0 | Senegal |
| --------- | --- | ------- |
| Amoah 13' |     |         |

| Nigèria               | 2–0 | Zimbàbue |
| --------------------- | --- | -------- |
| Obodo 57' · Mikel 60' |     |          |

| Nigèria          | 2–1 | Senegal       |
| ---------------- | --- | ------------- |
| Martins 79', 88' |     | S. Camara 58' |

| Ghana       | 1–2 | Zimbàbue                       |
| ----------- | --- | ------------------------------ |
| Adamu 90+2' |     | Ahmed 60' (p.p.) · Benjani 68' |

### Eliminatòries
|  | Quarts de final          | Quarts de final          |                         |         | Semifinals  | Semifinals  |  |  | Final                  | Final |
|  |                          |                          |                         |         |             |             |  |  |                        |       |
|  | 3 de febrer - El Caire   |                          |                         |         |             |             |  |  |                        |       |
|  |                          |                          |                         |         |             |             |  |  |                        |       |
|  | Egipte                   | 4                        |                         |         |             |             |  |  |                        |       |
|  | Egipte                   | 4                        | 7 de febrer - El Caire  |         |             |             |  |  |                        |       |
|  | RD Congo                 | 1                        |                         |         |             |             |  |  |                        |       |
|  | RD Congo                 | 1                        | Egipte                  | 2       |             |             |  |  |                        |       |
|  | 3 de febrer - Alexandria |                          | Egipte                  | 2       |             |             |  |  |                        |       |
|  |                          | Senegal                  | 1                       |         |             |             |  |  |                        |       |
|  | Guinea                   | Senegal                  | 1                       | 2       |             |             |  |  |                        |       |
|  | Guinea                   |                          | 10 de febrer - El Caire | 2       |             |             |  |  |                        |       |
|  | Senegal                  | 3                        |                         |         |             |             |  |  |                        |       |
|  | Senegal                  | 3                        | Egipte (p.)             | 0 (4)   |             |             |  |  |                        |       |
|  | 4 de febrer - El Caire   |                          | Egipte (p.)             | 0 (4)   |             |             |  |  |                        |       |
|  |                          | Costa d'Ivori            | 0 (2)                   |         |             |             |  |  |                        |       |
|  | Camerun                  | Costa d'Ivori            | 0 (2)                   | 1 (11)  |             |             |  |  |                        |       |
|  | Camerun                  | 7 de febrer - Alexandria |                         | 1 (11)  |             |             |  |  |                        |       |
|  | Costa d'Ivori (p.)       | 1 (12)                   |                         |         |             |             |  |  |                        |       |
|  | Costa d'Ivori (p.)       | 1 (12)                   | Costa d'Ivori           | 1       | Tercer lloc | Tercer lloc |  |  |                        |       |
|  | 3 de febrer - Port Said  |                          | Costa d'Ivori           | 1       | Tercer lloc | Tercer lloc |  |  |                        |       |
|  |                          | Nigèria                  | 0                       |         |             |             |  |  |                        |       |
|  | Nigèria (p.)             | Nigèria                  | 0                       | 1 (6)   | Senegal     | 0           |  |  |                        |       |
|  | Nigèria (p.)             |                          |                         | 1 (6)   | Senegal     | 0           |  |  |                        |       |
|  | Tunísia                  | 1 (5)                    |                         | Nigèria | 1           |             |  |  |                        |       |
|  | Tunísia                  | 1 (5)                    |                         |         | 1           |             |  |  |                        |       |
|  |                          |                          |                         |         |             |             |  |  | 9 de febrer - El Caire |       |
|  |                          |                          |                         |         |             |             |  |  |                        |       |

#### Quarts de final
| Guinea                        | 2–3    | Senegal                                |
| ----------------------------- | ------ | -------------------------------------- |
| Diawara 24' · Feindouno 90+5' | Report | Diop 61' · Niang 83' · H. Camara 90+3' |

| Egipte                                                 | 4–1    | República Democràtica del Congo |
| ------------------------------------------------------ | ------ | ------------------------------- |
| A. Hassan 33' (pen.), 89' · H. Hassan 39' · Moteab 58' | Report | El-Saqqa 45+2' (p.p.)           |

| Nigèria                                                          | 1–1 (pr.) | Tunísia                                                                                     |
| ---------------------------------------------------------------- | --------- | ------------------------------------------------------------------------------------------- |
| Obinna 6'                                                        | Report    | Haggui 49'                                                                                  |
| Tanda de penals                                                  |           |                                                                                             |
| Yobo · Taiwo · Ayila · Obinna · Martins · Mikel · Enyeama · Kanu | 6–5       | Namouchi · Guemamdia · Chedli · Ben Achour · Clayton · Boumnijel · Hadj Massaoud · Bouazizi |

| Camerun                                                                                                | 1–1 (pr.) | Costa d'Ivori                                                                                           |
| --- | --------- | --- |
| Meyong Ze 95'                                                                                          | Report    | B. Koné 92'                                                                                             |
| Tanda de penals                                                                                        |           | |
| Eto'o · Geremi · Atouba · Kome · Meyong Ze · Makoun · Song · Saidou · Douala · Bikey · Hamidou · Eto'o | 11–12     | Drogba · K. Touré · B. Koné · Faé · A. Koné · Kouassi · Romaric · Boka · Zokora · Zoro · Tizié · Drogba |

#### Semifinals
| Egipte                          | 2–1 | Senegal   |
| ------------------------------- | --- | --------- |
| A. Hassan 37' (pen.) · Zaki 81' |     | Niang 52' |

| Nigèria | 0–1 | Costa d'Ivori |
| ------- | --- | ------------- |
|         |     | Drogba 47'    |

#### 3r i 4t lloc
| Senegal | 0–1 | Nigèria   |
| ------- | --- | --------- |
|         |     | Lawal 79' |

#### Final
| Egipte                                                | 0–0 (pr.) | Costa d'Ivori                       |
| ----------------------------------------------------- | --------- | ----------------------------------- |
|                                                       | Report    |                                     |
| Tanda de penals                                       |           |                                     |
| A. Hassan · Abdelwahab · A. H. Ali · Zaky · Aboutrika | 4–2       | Drogba · K. Touré · B. Koné · Eboué |

## Campió
| Guanyador de Copa d'Àfrica 2006 |
| ------------------------------- |
| · Egipte · Cinquè títol         |

## Golejadors
5 gols
- Samuel Eto'o

4 gols
- Ahmed Hassan
- Pascal Feindouno
- Francileudo dos Santos

3 gols
- Emad Moteab
- Flávio
- Didier Drogba

2 gols
- Mohamed Aboutreika
- Albert Meyong Ze
- Ousmane Bangoura
- Kaba Diawara
- Obafemi Martins
- Henri Camara
- Mamadou Niang

1 gol
- Norberto Maurito
- Geremi
- Lomana LuaLua
- Tresor Mputu
- Hossam Hassan
- Mido
- Amr Zaki
- Baba Adamu
- Matthew Amoah
- Sambégou Bangoura
- Arouna Koné
- Bakari Koné
- Yaya Touré
- Abdusalam Khames
- Garba Lawal
- Mikel John Obi
- Victor Nsofor Obinna
- Christian Obodo
- Taye Ismaila Taiwo
- Issa Ba
- Souleymane Camara
- Papa Bouba Diop
- Mohamed Kader
- Mamam Cherif Touré
- Selim Ben Achour
- Riadh Bouazizi
- Karim Haggui
- James Chamanga
- Christopher Katongo
- Elijah Tana
- Benjani Mwaruwari

En pròpia porta
- Abdel-Zaher El-Saqua (contra RD Congo)
- Issah Ahmed (contra Zimbàbue)

## Equip ideal de la CAF
Porter
- Essam El Hadary

Defenses
- Rigobert Song
- Wael Gomaa
- Emmanuel Eboué
- Taye Taiwo

Centrecampistes
- Stephen Appiah
- Mohamed Aboutreika
- Ahmed Hassan
- Pascal Feindouno

Davanters
- Didier Drogba
- Samuel Eto'o